# Gnathisotoma bicolor
Gnathisotoma bicolor is een springstaartensoort uit de familie van de Isotomidae. De wetenschappelijke naam van de soort is voor het eerst geldig gepubliceerd in 1957 door Cassagnau.